# V Brigada Aérea (Bolivia)
La V Brigada Aérea es una unidad de la Fuerza Aérea Boliviana con base en la ciudad de Trinidad. Originalmente, fue creada el 17 de noviembre de 1990 pero posteriormente fue disuelta. En 2010, fue reactivada y su misión es conducir las operaciones aéreas en al área estratégica del Amazonas. Sus unidades dependientes son:
- el Grupo Aéreo de Transporte 72 (Trinidad);
- y el Grupo de Artillería y Defensa Aérea 95 (Trinidad).